# Волоковая 1
Волоковая 1 — опустевшая деревня в составе Опаринского района Кировской области. 

## География
Находится на расстоянии примерно 23 километра по прямой на юг от районного центра поселка Опарино.

## История
Известна с 1891 года, в 1926 году 15 дворов и 82 жителя, в 1950 году дворов 16 и жителей 62, в 1989 году 10 постоянных жителей. До 2021 года входила в Вазюкское сельское поселение Опаринского района, ныне непосредственно в составе Опаринского района.

## Население
Постоянное население  составляло 6 человек (русские 3, эстонца 2) в 2002 году, 0 в 2010.